# Ziua Programatorului
Ziua Programatorului este o zi profesională internațională care se sărbătorește în a 256-a zi (100-a hexazecimală sau 28-a) a fiecărui an (13 septembrie în anii obișnuiți și pe 12 septembrie în anii bisecți ). Această zi este recunoscută oficial în Rusia. 

## Recunoașterea oficială
Această zi specială a fost propusă de Valentin Balt și Michael Cherviakov (alias htonus), angajați ai Parallel Technologies (o companie de software). Încă din 2002, au încercat să adune semnături pentru o petiție către guvernul Rusiei pentru a recunoaște ziua ca oficiala Zi a Programatorului.
În 24 iulie 2009, Ministerul Comunicațiilor și Mass Media (Rusia) a emis un proiect de ordin executiv pentru o nouă sărbătoare profesională, Ziua Programatorului. 
La 11 septembrie 2009, președintele Rusiei, Dmitri Medvedev, a semnat decretul. 

## Ziua programatorului în China
În China, ziua programatorului este pe 24 octombrie care a fost stabilită acum mulți ani. Data a fost aleasă, deoarece poate fi scrisă și ca 1024, care este egal cu 210. În viața reală, 1024 este tratat de obicei ca 1000, ca o interfață între lumea binară și lumea zecimală. Este, de asemenea, consecvent, indiferent de anii bisectivi.